# ITV3
ITV3是英國的一個電視頻道，頻道由獨立電視公司的子公司ITV數位頻道公司所有。頻道於2004年11月開始播出。按照收視份額來看，ITV3是英國第六大的電視頻道，僅次5個無線電視台的主頻道，並且ITV3的收視率高於其姊妹頻道ITV2。ITV3自2004年11月1日21:00開始在無線數字電視（Freeview）、有線電視（維珍媒體）和數字衛星電視（天空廣播）平台上播出。ITV3也可以在愛爾蘭共和國收看。ITV3主要節目內容是英國電視劇。ITV也有提高時移頻道和高畫質頻道服務。